# Husseren-les-Châteaux
Husseren-les-Châteaux település Franciaországban, Haut-Rhin megyében. Lakosainak száma 497 fő (2022. január 1.). Husseren-les-Châteaux Eguisheim és Vœgtlinshoffen községekkel határos.

## Népesség
A település népességének változása:
| Lakosok száma | 480  | 497  | 518  | 514  | 514  | 514  | 509  | 503  | 497  |
|               | 2013 | 2015 | 2016 | 2017 | 2018 | 2019 | 2020 | 2021 | 2022 |